# Anthea Hamilton
 (mars 2016).
Si vous disposez d'ouvrages ou d'articles de référence ou si vous connaissez des sites web de qualité traitant du thème abordé ici, merci de compléter l'article en donnant les références utiles à sa vérifiabilité et en les liant à la section « Notes et références ».
Pour les articles homonymes, voir Hamilton.
Anthea Hamilton est une artiste plasticienne britannique, née en 1978 à Londres. Elle est diplômée d'un master en peinture du Royal College of Art en 2005.

## Biographie et formation
Anthea Hamilton est une artiste plasticienne conceptuelle contemporaine ; diplômée d’un MA en peinture du Royal college of Art en 2005.
Elle a également obtenu un BA (Fine art) avec honneur, à Leeds Beckett University en 2000. 

## Travail artistique
Anthea Hamilton explore l’aspect surréel et séduisant lié à la nature des images[non neutre]. Ses sculptures, installations et vidéos font référence à l’histoire de l’art, au cinéma, à la performance, incluant le regardeur dans une composition tri-dimensionnelle. 
« Ses œuvres oscillent avec délectation entre le kitsch et le sublime, entre la sculpture et l’installation, entre le décor et la performance. »
L’artiste décrit ses œuvres comme des « sculptures performatives » qui se caractérisent par une certaine théâtralité, fruit de la mise en espace des œuvres et de la juxtaposition savante d’atmosphères et d’effets de surprise, de masques et de faux-semblants.

## Expositions
2011
- An open set for a forthcoming moving-image project, IBID PROJECTS, Londres, Royaume-Uni

2009
- Calypsos (avec Nicholas Byrne), Studio Voltaire à la Zoo Art Fair, Londres, Royaume-Uni
- Anthea Hamilton, IBID PROJECTS, Londres, Royaume-Uni
- Spaghetti Hoops (direction artistique par Jill Gasparina et Caroline Soyez-Petithomme), La Salle de bains, Lyon, France
- Turnhalle (Gymnasium), Kunstverein Freiburg, Freiburg, Allemagne

2008
- Gymnasium, Chisenhale Gallery, Londres, Royaume-Uni

2007
- Anthea Hamilton and Thomas Kratz, Mary Mary, Glasgow, Royaume-Uni
- Cut-outs, Galerie Fons Welters, Amsterdam, Pays-Bas
- Art Statements, Art Basel 38, Bâle, Suisse

2006
- Solo Presentation, Liste 06: The Young Art Fair, Bâle, Suisse
- Athens, IBID PROJECTS, Londres, Royaume-Uni

## Publications
- Ruba Katrib, Top 10 Sculpture, 2012, Art in America (online edition), 2 January 2013

- Aleksandra Roudyk, Object of Dream - Anthea Hamilton, Interview Magazine - Russian Edition, February 2013

- Sam Thorne, The Year in Review – UK, Frieze, Issue 151, November-December 2012

- Isobel Harbison, Image Games, Frieze, Issue 150, October 2012
- Sherman Sam, Critic’s Pick, Artforum, November 2012
- Skye Sherwin, Artist of the Week 209 : Anthea Hamilton, The Guardian, 27 September 2012
- Full Frontal: Because We Can’t Think in Three Dimensions, Mousse, Issue 33, April-May 2012
- Martin Herbert, Anthea Hamilton – Body Image (feature article), Frieze, Issue 141, June/July 2011
- Kim Hersov, 10 Artists to Meet, Anthea Hamilton, 10 Mag, November 2011, p.89
- Skye Sherwin, Exhibitions : Anthea Hamilton, Guardian Guide, July 2011, p.32
- Anthea Hamilton’s Open Film Set, Dazeddigital.com, 16 August 2011
- Coline Milliard, New Comets – Five London Artists to Watch, artinfo.com, 3 Feb 2011
- Laura Maclean-Ferris, Newspeak : British Art Now, London, The Independent, Nov 2010
- What Does The Solo Show Mean To You?, Solo Show, Royal College of Art, 2010
- Susan Finlay, Travelling hopefully, The Coelacanth Journal, Issue 4, Winter 2009
- London Focus: Artist Dictionary, Flash Art International, Oct, p92, 2008
- Coline Milliard, anThea haMilTon: gyMnasiuM, frieze.com, June, 2008
- Door Ilse van Rijn; Anthea Hamilton, Cut-Outs, Metropolis M, Feb/Mar, 2008
- Gilda Williams ; Anthea Hamilton, Artforum, Nov, 2006
- Gesine Borcherdt ; Anthea Hamilton, Monopol, Nr. 5, Oct/Nov, 2006
- Beck’s Futures 2006, Exhibition Catalogue, ICA Exhibitions Publishing, 2006